# Aleksandr Kulagin
Aleksandr Kulagin, född den 29 juni 1954, är en sovjetisk roddare.
Han tog OS-silver i fyra utan styrman i samband med de olympiska roddtävlingarna 1980 i Moskva.